# Anoplodactylus calliopus
Anoplodactylus calliopus är en havsspindelart som beskrevs av Staples, D.A. 1982. Anoplodactylus calliopus ingår i släktet Anoplodactylus och familjen Phoxichilidiidae. Inga underarter finns listade i Catalogue of Life.